# Estal
Estal é uma comuna francesa na região administrativa de Occitânia, no departamento de Lot. Estende-se por uma área de 6,04 km². Em 2010 a comuna tinha 114 habitantes (densidade: 18,9 hab./km²).